# Elaine Thompson-Herah
Elaine Sandra-Lee Thompson-Herah (født Thompson; 28. juni 1992 i Manchester Sogn) er en jamaicansk atlet, der konkurrerer i sprintløb. 
Elaine Thompsons første store internationale resultat kom, da hun var med til at sikre Jamaica Commonwealth Games-mesterskabet i 4×100 m stafet i 2014 (hvor hun dog kun løb indledende heat). Året efter var hun med til at blive verdensmester i samme disciplin samt vinde sølv individuelt på 200 m. I 2016 vandt VM-bronze indendørs på 60 m.
Hun deltog første gang ved OL i 2016 i Rio de Janeiro. Her stillede hun op i 100 m, 200 m og 4×100 m stafet. Hun vandt sit indledende heat og sin semifinale på 100 m, hvorpå hun kom hurtigst fra start i finalen og blot øgede sit forspring, så hun sikrede sig guldet i 10,71 sekunder foran amerikaneren Tori Bowie med 10,83 samt landsmanden Shelly-Ann Fraser-Pryce med 10,86 sekunder. I 200 m var hollandske Dafne Schippers størst favorit, men Thompsons guld på 100 m bragte også hende i favoritfeltet. Thompson blev nummer to i sit indledende heat, og i semifinalen blev hun igen nummer to, denne gang efter Schippers. I finalen var Thompson hurtigst fra start, men Schippers kom tæt på efter 70 m, men hun hentede ikke jamaicaneren, der vandt guld med 21,78 sekunder. Schippers fik sølv med 21,88 og Tori Bowie bronze med 22,15 sekunder. Elaine Thompson vandt dermed guld i begge de to sprintkonkurrencer, hvilket senest var gjort af Florence Griffith Joyner i 1988 ved et OL. I stafetten var Jamaica og USA de store favoritter, og jamaicanerne vandt deres heat, mens amerikanerne måtte løbe et ekstra heat alene for at sikre sig finalepladsen. I finalen viste amerikanerne sig at være hurtigst og løb i næsthurtigste tid nogensinde (41,01 sekunder), mens Jamaica vandt sølv i 41,36 og Storbritannien bronze i 41,77 sekunder. Jamaicas hold bestod foruden Thompson, der kun løb finalen, af Christania Williams (også kun finale), Simone Facey og Shashalee Forbes (begge kun indledende heat) samt Veronica Campbell-Brown og Shelly-Ann Fraser-Pryce.
I de følgende år blev det ikke til specielt store resultater, hvor guldet ved det panamerikanske lege i 2019 på 100 m var  hendes bedste resultat.
Alligevel var hun blandt favoritterne ved OL 2020 i Tokyo (afholdt i 2021), hvor hun stillede op i de samme tre discipliner som i 2016. I 100 m blev finalen et opgør mellem Thomson-Herah og rivalen og landmanden Fraser-Pryce. De løb på baner ved siden af hinanden og fik begge fine starter, men da Thompson-Herah var i stand til at holde den indledende fart bedst, genvandt hun OL-guldet og satte ny olympisk rekord i 10,61 sekunder (den næstbedste tid nogensinde), mens Fraser-Pryce sikrede sig sølvet med 10,74, og endnu en jamaicaner, Shericka Jackson, vandt bronze. I 200 m var britiske Dina Asher-Smith forhåndsfavorit, men hun fik en skade i 100 m løbet og kunne derfor ikke stille op i 200 m. I stedet var det igen Thompson-Herah og Fraser-Pryce, der startede bedst, og igen var Thompson-Herah bedre i stand til at holde farten til mål og vandt guld i den næstbedste tid nogensinde, 21,53 sekunder, mens namibieren Christine Mboma vandt sølv i 21,81 og amerikaneren Gabby Thomas bronze med 21,87 sekunder, mens Fraser-Pryce måtte tage til takke med fjerdepladsen. Dermed blev Elaine Thompson-Herah den første kvinde, der vandt både 100 m og 200 m ved to på hinanden følgende olympiske lege. I stafetten var Jamaica storfavoritter med alle tre medaljevindere fra 100 m konkurrencen, men i finalen ydede USA stor modstand, og de to hold lå helt tæt indtil de sidste løbere, hvor jamaicaneren Shericka Williams profiterede af et amerikansk skift, der ikke var optimalt, og jamaicanerne vandt i tiden 41,02 sekunder foran USA med 41,45, mens Storbritannien fik bronze. Jamaicas hold bestod af Briana Williams, Fraser-Pryce, Jackson og Thompson-Herah samt Natasha Morrison og Remona Burchell (de to sidstnævnte løb indledende heat). blev hermed den blot femte kvinde i OL-historien, der vandt alle tre sprintdiscipliner ved ét OL.